# Ana Soklič
Ana Soklič (Savica, República Socialista da Eslovénia, República Socialista Federativa da Jugoslávia; 10 de abril de 1984) é uma cantora e compositora eslovena. Foi escolhida para representar a Eslovénia no Festival Eurovisão da Canção 2020 com a música «Voda», até o cancelamento da competição devido à pandemia de COVID-19, por esse motivo ela foi escolhida novamente em 2021 para representar o seu país no festival de 2021 com a canção «Amen» em Roterdão, Países Baixos.

## Carreira
A 20 de dezembro de 2019, Ana foi anunciada como uma dos doze concorrentes do «EMA 2020», o concurso nacional da Eslovénia para selecionar a música representante do país no Festival Eurovisão da Canção 2020, com a música «Voda». A 22 de fevereiro de 2020, ela ganhou o concurso e deveria representar seu país no festival europeu de 2020 em Roterdão, nos Países Baixos. No entanto, o concurso foi cancelado a 18 de março de 2020 devido à pandemia de COVID-19. A 16 de maio de 2020, foi anunciado que Ana representará a Eslovénia na edição 2021 da Eurovisão com a música «Amen», que foi apresentada a 27 de fevereiro de 2021, e actuou na 1.ª semi-final mas não conseguiu passar à final.

## Discografia

### Singles
- "If You" (2004)
- "Oče (Father)" (2007)
- "Naj Muzika Igra" (2013)
- "Temni Svet" (2019)
- "Voda" (2020)
- "Amen" (2021)